# Szpital pod palmami
Szpital pd palmami (ang. Island Son, 1989–1990) – amerykański serial obyczajowy stworzony przez Martina Rabbetta. Wyprodukowany Maili Point Productions i Lorimar Television.
Światowa premiera serialu miała miejsce 16 września 1989 roku na kanale CBS. Ostatni odcinek został wyemitowany 15 marca 1990 roku. W Polsce serial nadawany był dawniej w telewizji TVN.

## Obsada
- Richard Chamberlain jako Daniel Kulani
- Kwan Hi Lim jako John "Tutu" Kulani
- Betty Carvalho jako Nana Kulani)
- Ray Bumatai jako James Kulani

## Spis odcinków
| N/o            | Tytuł angielski              |
| -------------- | ---------------------------- |
|                |                              |
| SERIA PIERWSZA |                              |
|                |                              |
| 01             | Heart and Soul               |
|                |                              |
| 02             | Fathers and Sons             |
|                |                              |
| 03             | Sometimes They're Zebras     |
|                |                              |
| 04             | Gifts                        |
|                |                              |
| 05             | Painkillers                  |
|                |                              |
| 06             | Life Sentences               |
|                |                              |
| 07             | The State Versus John Kulani |
|                |                              |
| 08             | Role Models                  |
|                |                              |
| 09             | Everyday People              |
|                |                              |
| 10             | Hihia                        |
|                |                              |
| 11             | The Christmas Story          |
|                |                              |
| 12             | Falling Stars                |
|                |                              |
| 13             | Icarus Falling               |
|                |                              |
| 14             | Mary, Mary Quite Contrary    |
|                |                              |
| 15             | Janine Returns               |
|                |                              |
| 16             | Viruses                      |
|                |                              |
| 17             | Moving Targets               |
|                |                              |
| 18             | Separations                  |
|                |                              |